# Xã Sealy, Quận Logan, Bắc Dakota
Xã Sealy (tiếng Anh: Sealy Township) là một xã thuộc quận Logan, tiểu bang Bắc Dakota, Hoa Kỳ. Năm 2010, dân số của xã này là 23 người.